# David Robertson (Golfspieler)
David Donaldson Robertson (* 21. März 1869 in Shawlands, heute: Teil von Glasgow; † 13. September 1937 in Ashbury, Berkshire, England) war ein schottischer Golf- und Rugbyspieler.

## Leben
David Robertson kam in Shawlands einem heutigen Stadtteil von Glasgow als Sohn des Weinhändlers William Aleander Robertson zur Welt. Er besuchte zunächst das Haileybury and Imperial Service College in Hertfordshire und später die Glasgow Academy. Er studierte an der University of Glasgow, bevor er 1889 an die Christ’s College Cambridge wechselte. 1893 schloss er seinen Bachelorstudiengang ab und trat 1895 als Barrister der Lincoln’s Inn bei.
Mit dem Ausbruch des Ersten Weltkriegs trat Robertson der Royal Naval Volunteer Reserve bei.

## Sportkarriere

### Golf
Bei den Olympischen Spielen 1900 in Paris gewann Robertson im Einzel die Bronzemedaille.

### Rugby
Robertson trat 1892 zum ersten Mal als Rugbyspieler für die University of Cambridge im Varsity Match an. 1893 wurde er für ein Länderspiel der Schottischen Nationalmannschaft gegen Wales nominiert. Die Waliser gewannen 9:0, woraufhin einige Spieler, darunter auch Robertson aussortiert wurden. Er vertrat Schottland nie wieder im Rugby.